# Aimee Watson
Aimee Watson (* 28. Juli 1987 in Sydney) ist eine australische Skilangläuferin.

## Werdegang
Watson nimmt seit 2004 vorwiegend am Skilanglauf-Australia/New-Zealand-Cup teil. Dabei holte sie bisher zwei Siege und belegte sie 2008, 2010 und 2016 jeweils den zweiten Platz in der Gesamtwertung. Ihr erstes Weltcuprennen lief sie im Februar 2008 in Liberec, welches sie mit dem 65. Platz über 7,6 km Freistil beendete. Im Januar 2009 schaffte sie mit dem 36. Platz im 15-km-Skiathlonrennen ihr bisher bestes Weltcupeinzelergebnis. Ihr bestes Ergebnis bei den nordischen Skiweltmeisterschaften 2009 in Liberec war der 52. Rang im 30-km-Massenstartrennen. Bei den nordischen Skiweltmeisterschaften 2013 im Val di Fiemme erreichte sie den 65. Platz im Skiathlon. Den 54. Rang im 30-km-Massenstartrennen und den 63. Platz über 10 km klassisch belegte sie bei den Olympischen Winterspielen 2014 in Sotschi. Bei den nordischen Skiweltmeisterschaften 2015 in Falun errang sie den 54. Platz über 10 km Freistil, den 53. Platz im Skiathlon und den 14. Platz mit der Staffel. Im Februar 2017 holte sie in Pyeongchang mit dem 27. Platz im Skiathlon ihre ersten Weltcuppunkte. Ihre besten Ergebnisse bei den nordischen Skiweltmeisterschaften 2017 in Lahti waren der 44. Platz im Skiathlon und der 15. Rang mit der Staffel. Bei den Olympischen Winterspielen 2018 in Pyeongchang belegte sie den 68. Platz über 10 km Freistil und den 58. Rang im Sprint.

## Erfolge

### Siege bei Continental-Cup-Rennen
| Nr. | Datum           | Ort         | Disziplin      | Serie                     |
| --- | --------------- | ----------- | -------------- | ------------------------- |
| 1.  | 21. August 2010 | Falls Creek | 5 km klassisch | Australia/New Zealand Cup |
| 2.  | 22. August 2010 | Falls Creek | 10 km Freistil | Australia/New Zealand Cup |